# Parathyastus
Parathyastus är ett släkte av skalbaggar. Parathyastus ingår i familjen långhorningar.
Kladogram enligt Catalogue of Life:
| Parathyastus | \| \| Parathyastus alboconspersus \| \| \| \| \| \| Parathyastus flavoguttatus \| \| \| \| |
|              | \| \| Parathyastus alboconspersus \| \| \| \| \| \| Parathyastus flavoguttatus \| \| \| \| |
|              | Parathyastus alboconspersus                                                                |
|              |                                                                                            |
|              | Parathyastus flavoguttatus                                                                 |
|              |                                                                                            |